# Continent submergé

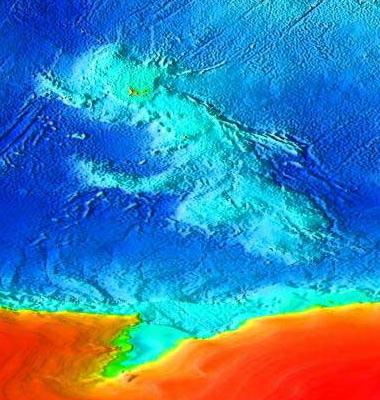
Topographie du plateau des Kerguelen.

Un continent submergé ou continent immergé est une masse continentale, vaste et surtout sous-marine. La terminologie est utilisée par certains paléologues et géographes en référence à certaines masses terrestres.
Zealandia peut être qualifié de continent en grande partie immergé à l'exception de la Nouvelle-Calédonie, des îles de Norfolk et Lord Howe ainsi que de la Nouvelle-Zélande,. Des études ont aussi été menées pour montrer le caractère continental du plateau des Kerguelen qui est un plateau océanique.
De nombreuses spéculations et recherches ont eu lieu autour d'un éventuel continent perdu, l'« Atlantide », situé sous l'océan Atlantique,. Durant les années 1930, des recherches ont également été menés concernant un hypothétique continent submergé, nommé Lémurie, entre l'Inde et les côtes africaines.
Un autre exemple est le continent de Mu dont l'existence hypothétique vient du mayaniste Augustus Le Plongeon.